# شهرستان مارتین (ایندیانا)
شهرستان مارتین، ایندیانا (به انگلیسی: Martin County, Indiana) شهرستانی در ایالات متحده آمریکا است که در ایندیانا واقع شده‌است.